# Stazione di Cassano d'Adda
La stazione di Cassano d'Adda è una stazione ferroviaria posta sul tronco comune alle linee Milano-Bergamo e Milano-Venezia, che si separano poco più ad est, oltre il ponte sull'Adda. La stazione serve il centro abitato di Cassano d'Adda.

## Storia
La stazione venne aperta il 17 febbraio 1846, in occasione dell'apertura del tronco Milano–Treviglio.
Nei primi anni duemila il piazzale antistante la stazione, il parcheggio e il bar sono stati completamente smantellati per lasciar spazio al cantiere per la costruzione di una tangenziale cittadina e i servizi ricostruiti dall'altro lato dei binari. L'accesso alla stazione è stato spostato da viale Rimembranze a via Ferrovia Ferdinandea.

## Strutture e impianti
La gestione dell'impianto è affidata a Rete Ferroviaria Italiana.
Il fabbricato viaggiatori è un edificio a due piani, risalente all'epoca di apertura della linea, che si compone di due livelli, attualmente non aperto al pubblico.
Nei pressi del fabbricato viaggiatori, sono presenti alcuni edifici minori ad un solo piano che ospitavano i servizi igienici, depositi di materiali e gli uffici tecnici di Rete Ferroviaria Italiana.
È inoltre presente una torre dell'acqua in cemento armato.
La stazione disponeva di uno scalo merci con annesso magazzino, in seguito smantellato.
Il piazzale è composto da tre binari attivi.
Questi binari sono dotati di banchina, riparati da una pensilina in muratura e collegati fra loro da un sottopassaggio.

## Movimento
La fermata è servita dai convogli del servizio ferroviario suburbano di Milano: linea S5 (Varese-Treviglio) ed S6 (Novara-Treviglio), svolti da Trenord, nell'ambito di contratto stipulato con Regione Lombardia.

## Servizi
La stazione offre i seguenti servizi:
- Bar
- Annuncio sonoro arrivo treni
- Parcheggio auto e biciclette